# Tama (instrument)
Pour les articles homonymes, voir Tama et Lunna (homonymie).
Ne doit pas être confondu avec Tam-tam.

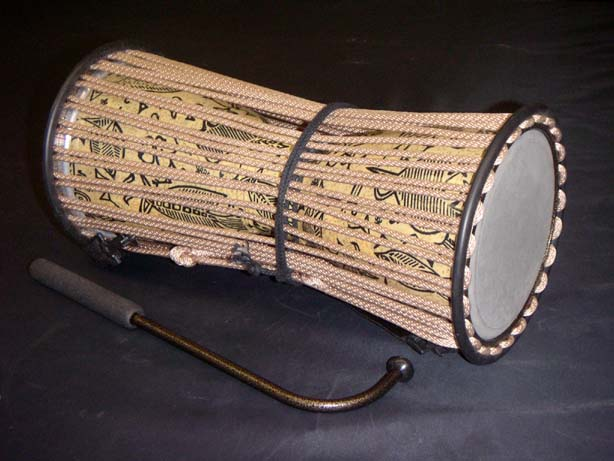
Tama.

Le tama (sérère,, wolof, mandingue, bambara) gangan, dumdum (yoruba), kalangu (haoussa, songhaï), odondo (akan), lunna (dagomba), karangou ou kalangou, appelé également « le tambour parlant », est un instrument de percussion de la famille des membranophones originaire d'Afrique de l'Ouest. Des instruments semblables existent en Inde (huruk) et au Japon (ōtsuzumi).

## Histoire
Dans l'histoire du Sénégal et de la Gambie, le tama a été l'un des instruments de musique utilisés dans la tradition sérère « woong » (la « danse des futurs circoncis », aussi appelé « xaat » en sérère, où il a des connotations religieuses. Dans la tradition xaat, le tama est constitué d'un ensemble de quatre tambours : Perngel, Lamb, Qiin et Tama.

« Au chant du coq, le Xaat va se reposer et dormir jusqu'au moment de la circoncision, s'il a été judgé capable de danser le Woong, entouré de quatre tam-tam. Le Perngel, le Lamb, Le Qiin et le Tama »

— Henry Gravrand.
Du point de vue historique, le tama (tout comme le junjung sérère), a été battu par les griots des rois sénégambiens lors de circonstances particulières, par exemple quand les souverains voulaient répondre à leurs sujets, ou comme appel aux armes pendant les guerres, ou comme appel au martyr, comme ce fut le cas au chaos de Tahompa, et à la bataille de Naoudourou, où les Sérères vaincus se suicidèrent plutôt que d'être conquis par les forces musulmanes ou forcés de se soumettre à l'islam,. Si le suicide est autorisé dans la religion sérère, il doit cependant satisfaire au « principe de Jom ». Le mot « jom » signifie « honneur » en sérère,.

## Manufacture
C'est un tambour en sablier en bois de 60 cm de long et 20 cm de diamètre, à double membrane et à tension variable. Les peaux sont maintenues au moyen de cerclages, mais elles sont accordées et tendues au moyen d'un laçage de cordes.

## Jeu

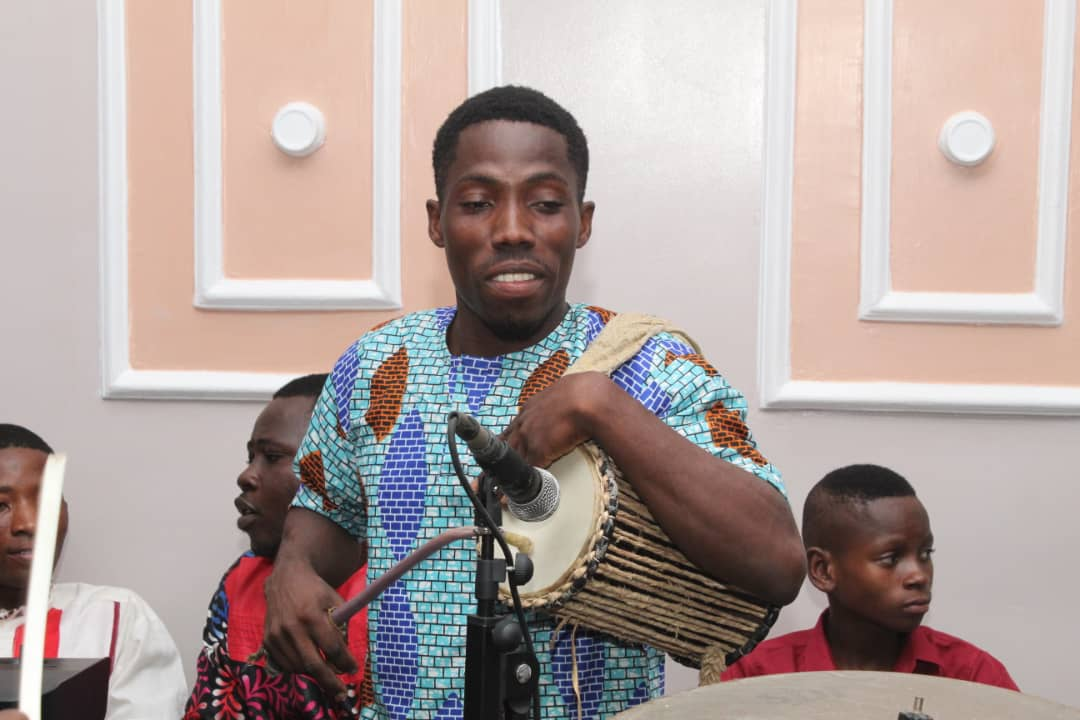
Un ayangalu avec son gangan sous l'aisselle, au Nigeria.

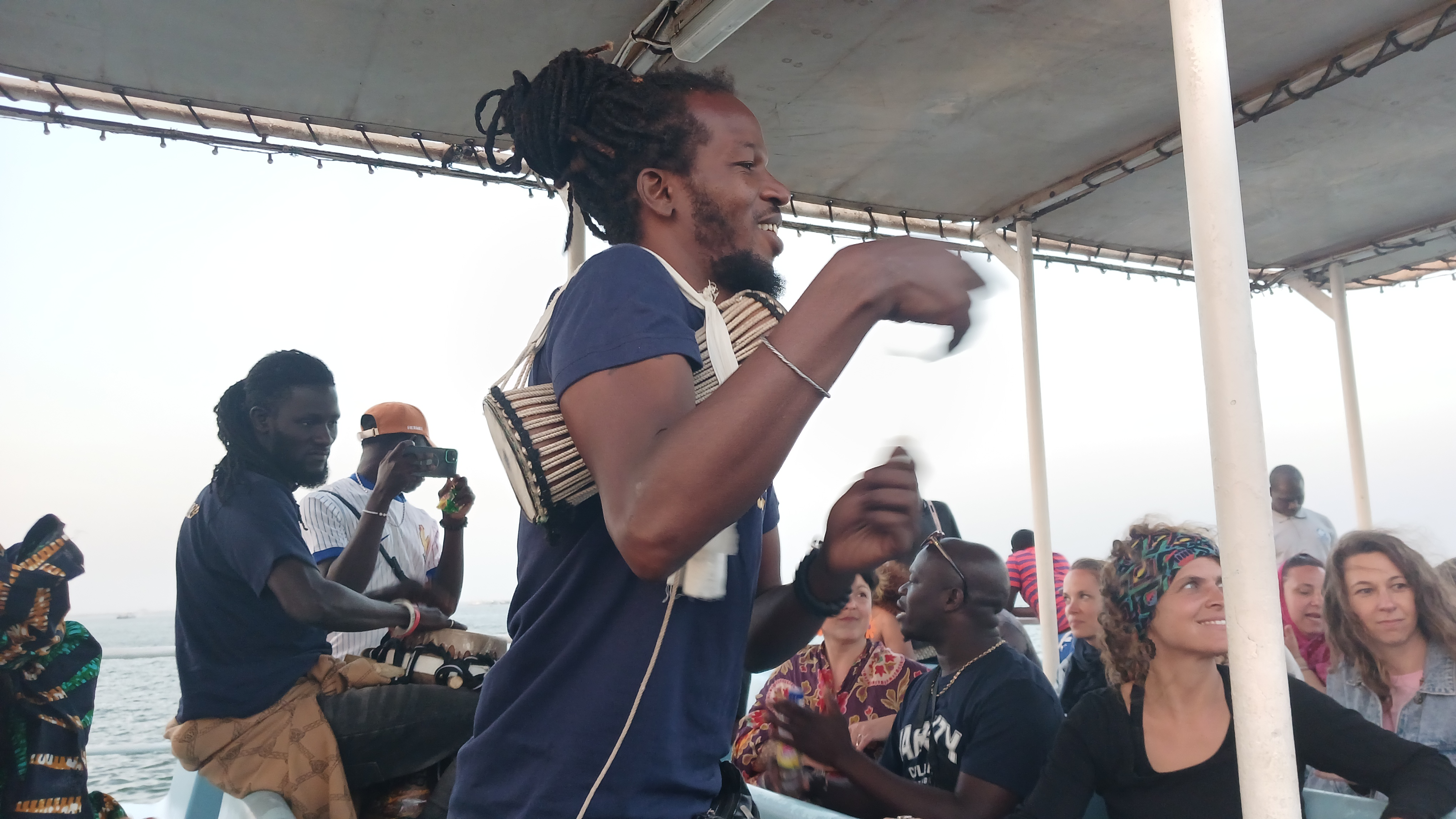
Batteur de Tama sur la chaloupe de Gorée au Sénégal.

Le son produit par un tama peut être régulé très finement, à tel point que l'on dit qu'il « parle ». Le joueur de tama place l'instrument sous son aisselle et le frappe avec une baguette courbée de différentes manières en variant la pression sur les cordes qui tendent la peau, provoquant des sons complexes. Cette complexité sonore s'apparente à certaines langues tonales africaines.  La richesse de ce mode de communication fut mise en évidence par John F. Carrington (en), un missionnaire anglais ayant appris le kele.  Il rédigea plusieurs ouvrages sur la question dont Talking drums of Africa en 1949.
Le tama est principalement utilisé au Mali, dans la musique Mbalax au Sénégal ainsi qu'au Nigeria. Il est l'un des plus anciens instruments utilisés par les griots.

## Communication
Les villages d'Afrique ont utilisé les tamas comme moyen de communication télégraphique depuis des siècles. Les messages intéressants étaient répétés et relayés vers les villages proches. Les explorateurs européens ont été surpris de découvrir que l'annonce de leur venue et de leurs intentions était transmise à travers la forêt et devançait leur arrivée. Un message africain peut être transmis à la vitesse de 160 km/h. Dans des conditions idéales, le son peut être entendu de 5 à 11 km.